# مغ: هزارتوی سحر و جادو
مغ: هزارتوی سحر و جادو مجموعه مانگای ماجراجویی فانتزی ژاپنی اثر شینوبو اوهتاکا است. این کتاب در مجله مانگا شونن شوکانان هفته‌نامه شونن ساندی از ژوئن ۲۰۰۹ تا اکتبر ۲۰۱۷ منتشر شد و فصل‌های آن در ۳۷ جلد تانکوبون جمع‌آوری شد.
داستان در یک دنیای فانتزی شبیه ماجراهای هزار و یک شب روایت می‌شود؛ پسر جوانی به نام علاءالدین و همراهش علی‌بابا برای به دست آوردن اقلام ارزشمند، ظروف فلزی و میزبانان قدرتمندی که قادر به مهار جادوی جن‌ها هستند، به ماجراجویی می‌پردازند.

## خلاصه داستان

### فضای داستان
این مانگا برگرفته داستان‌های هزار و یک شب شده که مهم‌ترین این داستان‌ها، ماجراهای علاءالدین، علی‌بابا و سندباد است. دنیای این مانگا برگرفته از چندین فرهنگ نزدیک به زمان واقعی خود است. در این جهان، همه موجودات زنده دارای جوهری هستند به نام روح و هنگامی که می‌میرند، این جوهر به جریان عظیم روح می‌پیوندد. هنگامی که فرد غم و اندوه، خشم و ناامیدی می‌شود، روحش تیره می‌شود و در تباهی می‌افتد و از هدایت اصلی منحرف می‌شود.
افراد می‌توانند از روح خود برای ایجاد انرژی‌ای معروف به ماگوی (マゴイ) برای قدرت دادن به سلاح‌ها و توانایی‌های جادویی خود استفاده کنند. از این انرژی باید با احتیاط استفاده کرد، زیرا علیرغم اینکه ماگوی را می‌توان با تغذیه و استراحت احیا کرد، اما پس از اتمام کامل، باعث مرگ فرد می‌شود. در این میان کسانی هستند که می‌توانند با ماگوی‌های خود جادو کنند، دسته‌ای کمیاب به نام مغ‌ها که می‌توانند حتی از روح اطراف خود نیز استفاده کنند و توانایی‌های خود را بسیار افزایش دهند.

## منایع
1. 1 2  "Magi Manga & Anime". Viz Media. Archived from the original on April 12, 2016. Retrieved October 26, 2017.
2. ↑  Jensen, Paul (July 3, 2017). "Magi: The Labyrinth of Magic". Shelf Life. Anime News Network. Archived from the original on January 2, 2020. Retrieved January 2, 2020. The 'coming of age' shonen adventure story is a format that seems to be evergreen in the anime industry. The titles change from decade to decade, but as long as there's a show about ambitious kids traveling through a grand fantasy world, there will be an audience for it. I'm old enough (and have been watching anime for long enough) that a series in this genre has to be pretty darn good to hold my interest, so it's an encouraging sign that I enjoyed watching Magi: The Labyrinth of Magic.
3. ↑  Kimlinger, Carl (October 1, 2012). "Carl Kimlinger [2012-10-01]". Anime News Network. Archived from the original on October 4, 2012. Retrieved November 27, 2019.